# Nadleśnictwo Manowo
Nadleśnictwo Manowo – nadleśnictwo podlegające pod Regionalną Dyrekcję Lasów Państwowych w Szczecinku, położone w północno-wschodniej części województwa zachodniopomorskiego. Obejmuje części powiatów: koszalińskiego i grodzkiego Koszalin. Powierzchnia nadleśnictwa według stanu na 1 stycznia 2012 wynosi 17 949 ha.

## Leśnictwa
W skład Nadleśnictwa Manowo wchodzi 12 leśnictw:
- Leśnictwo Zacisze,
- Leśnictwo Manowo,
- Leśnictwo Niedalino,
- Leśnictwo Dunowo,
- Leśnictwo Rosnowo,
- Leśnictwo Kościernica,
- Leśnictwo Mokre,
- Leśnictwo Lubiatowo,
- Leśnictwo Rekowo,
- Leśnictwo Wyszewo,
- Leśnictwo Osetno,
- Leśnictwo Mostowo.

## Ochrona przyrody
Na terenie Nadleśnictwa Manowo ustanowiono m.in. rezerwat przyrody „Jezioro Lubiatowskie”. Zajmuje on obszar Jeziora Lubiatowskiego położonego na południowy wschód od Koszalina. Celem jego ustanowienia jest ochrona rzadkich i zagrożonych wyginięciem gatunków ptaków wodnych i błotnych. Oprócz tego na jego obszarze leżą rezerwat przyrody Mechowisko Manowo i rezerwat przyrody Rekowski Wrzosiec.
Rada Gminy Manowo uchwałą z dnia 26 listopada 2009 r. ustanowiła użytek ekologiczny „Rozworowskie Szuwary” o powierzchni 6,96 ha. Celem jest ochrona ekosystemu torfowiskowego, w szczególności stanowisk roślin takich jak m.in.: kłoć wiechowata, grążel żółty, grzybienie białe, rosiczka okrągłolistna, turzyca obła.

### Natura 2000
- Dolina Radwi Chocieli i Chotli (PLH320022) – ustanowiony decyzją Komisji Europejskiej z dnia 12 grudnia 2008 r. Na terenie nadleśnictwa znajduje się 3360 ha obszaru. Objęty ochroną obszar obejmuje dolinę Radwi i doliny jej dopływów: Chotli i Chocieli. Ochronie podlegają wąwozy i jary, nisze źródliskowe, torfowiska alkaliczne, tarliska ryb łososiowatych.
- Wiązogóra (PLH320066) – powołany decyzją Komisji Europejskiej z dnia 10 stycznia 2011 r. Obejmuje 12 kompleksów roślinności bagiennej (od 0,3 ha do 58 ha) obejmującej torfowiska przejściowe, wysokie, brzeziny bagienne i jeziora dystroficzne. Mokradła pokrywają suboceaniczne bory sosnowe. Występują torfowiska gatunków roślin naczyniowych.
- Mechowisko Manowo (PLH320057) – obszar ustanowiony decyzją Komisji Europejskiej z dnia 10 stycznia 2011 r. Ochroną objęto torfowisko poligeniczne-mechowisko. W dobrym stanie zachowało się mechowisko z liczną populacją lipiennika Loesela i sierpowca błyszczącego.

### Obszary chronionego krajobrazu
Obszar Chronionego Krajobrazu Koszaliński Pas Nadmorski rozciąga się na odcinku 80 km wybrzeża. W nadleśnictwie zajmuje obszar 840 ha, który to zlokalizowany jest w pobliżu Jeziora Lubiatowskiego koło Koszalina. Głównym celem jest ochrona siedlisk, zbiorowisk roślinnych i miejsc pobytu wielu gatunków zwierząt. Obszar wykorzystywany jest również turystycznie i poznawczo.

### Pomniki przyrody
Na terenie nadleśnictwa znajduje się 1 pomnik przyrody pod postacią dębu szypułkowego o szacunkowym wieku 220 lat. Drzewo ma około 25 metrów wysokości i 5 m obwodu. Rośnie w zabytkowym Parku Czapla Góra w Manowie.